# Серапион (Маевский)
Епископ Серапион (в миру Симеон Маевский; 1827, Харьковская губерния — 5 декабря 1891, Екатеринослав) — архиерей Русской православной церкви, епископ Екатеринославский и Таганрогский.

## Биография
Родился в 1827 году в Харьковской губернии в семье священника.
В 1847 году окончил курс Харьковской духовной семинарии и поступил в Санкт-Петербургскую духовную академию.
3 апреля 1851 года, 4-м курсе, пострижен в монашество с наречением имени Серапион; 7 апреля рукоположён во иеродиакона; 29 июня окончил духовную академию; 11 сентября рукоположён во иеромонаха.
22 декабря 1851 года назначен смотрителем Кирилловских духовных училищ Новгородской епархии, а 29 марта 1853 года переведен учителем Старорусского духовного училища.
23 декабря 1853 года получил степень магистра.
14 апреля 1857 года назначен профессором Рижской духовной семинарии, а 13 ноября 1859 года поставлен инспектором той же семинарии.
16 июня 1861 года возведён в сан архимандрита.
С 1 декабря 1862 года — ректор Самарской духовной семинарии.

## Епископское служение
4 мая 1869 года хиротонисан во епископа Новгород-Северского, викария Черниговской епархии.
15 мая 1876 года назначен епископом Черниговским и Нежинским.
В конце 1876 года избран почётным членом Церковно-археологического общества. В 1880 году учредил в Черниговской епархии для духовенства эмеритальную кассу.
6 марта 1882 года перемещён епископом Архангельским и Холмогорским.
16 февраля 1885 года назначен епископом Екатеринославским и Таганрогским. В 1889 году удостоен награды от греческого короля за попечение о благоустройстве греческой церкви в Таганроге. В 1889 году награждён орденом Святого равноапостольного великого князя Владимира второй степени. Преосвященный Серапион отличался строгой подвижнической жизнью и заботой об обителях епархии.
Скончался 5 декабря 1891 года после продолжительной болезни. Отпевание совершил епископ Сумской Владимир, викарий Харьковской епархии. Погребён в Пустынно-Николаевском Самарском монастыре Екатеринославской епархии.